# Calohypsibius verrucosus
Calohypsibius verrucosus är en djurart som tillhör fylumet trögkrypare, och som först beskrevs av Ferdinand Richters 1900.  Calohypsibius verrucosus ingår i släktet Calohypsibius och familjen Calohypsibiidae. Arten är reproducerande i Sverige. Inga underarter finns listade i Catalogue of Life.